# La Chapelle-Hullin
La Chapelle-Hullin är en kommun i departementet Maine-et-Loire i regionen Pays de la Loire i nordvästra Frankrike. Kommunen ligger i kantonen Pouancé som tillhör arrondissementet Segré. År 2018 hade La Chapelle-Hullin 135 invånare.

## Befolkningsutveckling
Antalet invånare i kommunen La Chapelle-Hullin
| Referens: INSEE |